# 朱晓明 (1957年)
朱晓明（1957年12月—），男，汉族，陕西黄陵人，中华人民共和国政治人物，中国共产党党员，第十二届全国人民代表大会山西地区代表。

## 生平
1982年，毕业于西安矿业学院采煤工程专业。
2010年6月，任山西省国资委主任、党委书记。2013年，被选为全国人大代表。
2017年，朱晓明改往山西省政协任职。2017年1月11日，他被山西省政协选为经济委员会主任。
2017年1月15日，山西省国资委召开干部大会，朱晓明卸任，中共山西省委任命山西省副省长王一新兼任省国资委党委书记，中共山西省委提名郭保民出任国资委主任。1月17日，他被补选为第十一届山西省政协常委。
2023年4月12日，涉嫌严重违纪违法，接受山西省纪委监委纪律审查和监察调查。